# Бойер, Карл
Карл Бе́нджамин Бо́йер (англ. Carl Benjamin Boyer, 3 ноября 1906, Hellertown, Пенсильвания — 26 апреля 1976, Нью-Йорк, Нью-Йорк) — американский историк математики. Член Международной академии истории науки. Автор многократно переизданных монографий по истории математики, истории математического анализа, истории аналитической геометрии, биографии Джона Валлиса и ряда статей. В 1958—1959 годах был вице-президентом Американской ассоциации содействия развитию науки. Лауреат Стипендии Гуггенхайма.

## Биография и научная деятельность
Бойер окончил школу с отличием. Получил степень бакалавра искусств в Колумбийском колледже (1928 год), в следующем году стал магистром. В 1939 году Бойер получил степень доктора философии в области математики в Колумбийском университете. В 1952 году Бойер стал профессором математики в Бруклинском колледже и занимал эту должность до конца жизни (1976).
Жена: Марджори Дункан Найс (Marjorie Duncan Nice), профессор истории. В 1978 году вдова Бойера учредила Премию Бойера (Carl B. Boyer Memorial Prize), которую Колумбийский университет вручает ежегодно своим студентам за лучшее эссе на научную или математическую тему.

## «Закон Бойера»
В математическом фольклоре известен «Закон Бойера», который гласит: «Никакое научное открытие не названо в честь своего настоящего первооткрывателя» (англ. No scientific discovery is named after its original discoverer). Закон назван в честь Карла Бойера, чья «История математики» содержала множество примеров этой закономерности. Как выяснилось, этот закон был сформулирован ранее Хьюбертом Кеннеди, так что это тот редкий случай, когда закон является подтверждением самого себя. Другие названия данного тезиса: закон Стиглера, принцип Арнольда.

## Основные труды
- The Concepts of the Calculus. A critical and historical Discussion of the Derivative and the Integral. Columbia University Press, New York NY 1939. Это диссертация Бойера.
- Переиздания:
  - Hafner Publishing, New York NY 1949.
  - The History of the Calculus and its Conceptual Development. Dover Publications, New York 2010, ISBN 978-0-486-60509-8.
- History of analytic geometry. New York 1956 (Переиздание: Dover Publications, Mineola NY 2004, ISBN 0-486-43832-5).
- The Rainbow. From myth to mathematics. Yoseloff, New York NY, u. a. 1959
  - Переиздание: Princeton University Press, Princeton NJ, 1992, ISBN 0-691-02405-7.
- A History of mathematics. Wiley, New York NY u. a. 1968
  - 2-е, дополненное издание: 1991, ISBN 0-471-54397-7.
- (August 30-September 6, 1950). Lecture: «The Foremost Textbook of Modern Times.» International Congress of Mathematicians, Cambridge, Massachusetts. Retrieved on 2009-02-20.